# سد کبود گنبد
 سد کبود گنبد  یکی از سدهای در حال بهره‌برداری استان زنجان است.